# Melientha suavis
Melientha suavis är en tvåhjärtbladig växtart. Melientha suavis ingår i släktet Melientha och familjen Opiliaceae.

## Underarter
Arten delas in i följande underarter:
- M. s. macrocarpa
- M. s. suavis